# Yandex Maps
Yandex Maps được xem là dịch vụ bản đồ số được Yandex phát triển với mục đích thay thế cho các loại bản đồ giấy thông thường. Giờ đây chỉ bằng chiếc smartphone nhỏ gọn bạn có thể tự do lựa chọn những địa điểm mà mình muốn đến và nhanh chóng tiếp cận được những dịch vụ xung quanh các địa điểm đó
Để sử dụng Yandex map một cách chính xác nhất bạn cần GPS- hệ thống định vị toàn cầu giúp bạn có thể biết rõ vị trí hiện tại của bản thân và thông qua GPS con người có thể dễ dàng xác định được phương hướng và đường đi một cách nhanh chóng nhất có thể